# Saleux
Saleux é uma comuna francesa na região administrativa de Altos da França, no departamento de Somme. Estende-se por uma área de 8,02 km², com 2 493 habitantes, segundo os censos de 1999, com uma densidade de 310 hab/km².